# Eutimesius
Eutimesius is een geslacht van hooiwagens uit de familie Stygnidae.
De wetenschappelijke naam Eutimesius is voor het eerst geldig gepubliceerd door Roewer in 1913. 

## Soorten
Eutimesius omvat de volgende 4 soorten:
- Eutimesius albicinctus
- Eutimesius ephippiatus
- Eutimesius ornatus
- Eutimesius simoni